# 哈特爾浦
哈特爾浦是英國的一個城市，位於英格蘭的東北部地區，屬達勒姆郡。都市始建于7世紀，中世紀時期開始發展。隨著港口的發展，建設了西哈特爾浦新市鎮。在戰後重工業和造船業曾陷入嚴重蕭條。直到1990年代時期進行了重大的投資項目并新建了碼頭。碼頭區的重建使得都市得到了復興，並且新建了許多住房。

## 友好城市
- 法國 塞特

## 外部連結
- Official Website（页面存档备份，存于） of the Borough of Hartlepool
- Tide times for Hartlepool from the BBC and Easytide.